# El Attaf
El Attaf (em árabe: العطاف) é uma cidade localizada na província de Aïn Defla, no norte da Argélia. Sua população era de 57 737 habitantes, em 2008.